# Tamasesia marplesi
Tamasesia marplesi is een spinnensoort in de taxonomische indeling van de Mysmenidae.
Het dier behoort tot het geslacht Tamasesia. De wetenschappelijke naam van de soort werd voor het eerst geldig gepubliceerd in 1980 door P. M. Brignoli.